# Sergiusz (Gołubcow)
Sergiusz, imię świeckie Pawieł Aleksandrowicz Gołubcow (ur. 16 kwietnia?/29 kwietnia 1906 w Siergijewym Posadzie, zm. 16 czerwca 1982 tamże) – rosyjski biskup prawosławny, konserwator dzieł malarstwa ikonowego i ikonograf.

## Życiorys
Jego ojciec Aleksandr Gołubcow był doktorem teologii, wykładowcą Moskiewskiej Akademii Duchownej, matka zmarła na czarną ospę, gdy Pawieł Gołubcow był jeszcze dzieckiem. Przyszły hierarcha był jednym z dwanaściorga dzieci. Dwóch jego braci zostało białymi kapłanami, zaś jedna z sióstr – mniszką.  
Po śmierci matki młodszymi dziećmi opiekowała się ich starsza siostra, osoba głęboko wierząca. Razem z nią Pawieł Gołubcow wielokrotnie podróżował do monasterów i spotykał się z mnichami. W 1923 rozpoczął w rodzinnym Siergijew Posadzie naukę malarstwa. Poznał tam również ks. Pawła Florenskiego, służącego w jednej z cerkwi ławry Troicko-Siergijewskiej. Za jego sprawą poznał artystów pracujących w komitecie ochrony zabytków ławry, co miało na niego znaczący wpływ. Ostatecznie w 1923 zdecydował się na wstąpienie do monasteru jako posłusznik, z błogosławieństwem ostatniego przedrewolucyjnego przełożonego ławry, archimandryty Kronida. W 1924, po zamknięciu Ławry, podjął pracę w Państwowym Muzeum Historycznym w Moskwie, od roku następnego zaś w państwowych pracowniach konserwacji dzieł sztuki staroruskiej. W latach 1929–1930 studiował teorię i historię sztuki na wydziale etnologicznym Uniwersytetu Moskiewskiego. Od 1925 do ataku Niemiec hitlerowskich na ZSRR pracował jako konserwator zabytków malarstwa w ramach Państwowego Muzeum Historycznego.
Walczył w II wojnie światowej w stopniu sierżanta, jako malarz batalionowy, następnie zaś pułkowy.
W październiku 1945 został przyjęty na II rok nauki w instytucie teologii prawosławnej w Moskwie, przekształconym następnie w seminarium duchowne. O podjęciu przezeń na nowo decyzji o wstąpieniu do stanu duchownego przeważyła jego znajomość ze schiarchimandrytą Hilarionem (Udodowem), którego poznał na przełomie lat 20. i 30. XX wieku i którego traktował jako ojca duchowego. Również z błogosławieństwa schiarchimandryty Hilariona Pawieł Gołubcow złożył 2 kwietnia 1950 wieczyste śluby mnisze w ponownie otwartej ławrze Troicko-Siergijewskiej, przyjmując imię Sergiusz na cześć świętego mnicha Sergiusza z Radoneża. 7 kwietnia 1950 patriarcha moskiewski i całej Rusi Aleksy wyświęcił go na hierodiakona, zaś 28 kwietnia – na hieromnicha.  
Natychmiast po wstąpieniu do ławry mnich Sergiusz został przedstawicielem Patriarchatu Moskiewskiego ds. restauracji soboru Trójcy Świętej w ławrze Troicko-Siergijewskiej i brał czynny udział w pracach konserwatorskich na terytorium kompleksu monasterskiego. Brał również udział w podobnych pracach na terenie innych zabytkowych obiektów sakralnych w ZSRR, m.in. Monasteru Nowodziewiczego i soboru Objawienia Pańskiego w Moskwie.
W 1951 ukończył Moskiewską Akademię Duchowną z tytułem kandydata nauk teologicznych, w której podjął następnie pracę jako wykładowca archeologii. Wykładał również Pismo Świętego w seminarium duchownym w Moskwie. W 1954 otrzymał tytuł naukowy docenta. Rok wcześniej stanął na czele specjalistycznej grupy zajmującej się archeologią cerkiewną, działającej przy Patriarchacie. W 1954 otrzymał godność archimandryty.  
17 października 1955 otrzymał nominację na biskupa staro-ruskiego, wikariusza eparchii leningradzkiej. W chirotonii biskupiej, która odbyła się 30 października tego samego roku, jako konsekratorzy wzięli udział patriarcha Aleksy, metropolita praski Eleuteriusz, metropolita nowosybirski i barnaułski Bartłomiej, biskup wołyński i rówieński Palladiusz oraz biskup preszowski Aleksy. Od 22 listopada 1956 był ordynariuszem eparchii nowogrodzkiej. W Nowogrodzie zorganizował pracownie wyrobu szat cerkiewnych, restauracji ikon oraz grupę zajmującą się remontami świątyń eparchialnych. Przeprowadził renowację soboru św. Mikołaja w Nowogrodzie, sam zajmował się pisaniem ikon. W 1963 otrzymał godność arcybiskupią.
W 1967 przeszedł udar mózgu, w wyniku którego doznał paraliżu prawostronnego. W tym samym roku patriarcha Aleksy zdecydował o przeniesieniu go do eparchii kazańskiej. Za jego zgodą duchowny udał się przed wyjazdem do Kazania na trzymiesięczny urlop do monasteru Zaśnięcia Matki Bożej w Odessie, gdzie przeszedł również badania lekarskie, jakie wykazały pełną niezdolność do pracy. W związku z tym w tym samym roku hierarcha został oficjalnie zwolniony z katedry; umożliwiono mu zamieszkanie w ławrze Troicko-Siergijewskiej, gdzie zajmował się pisaniem ikon, publikowanie tekstów poświęconych historii ikon, jak również śpiewał w chórze mnichów i w miarę możliwości odprawiał nabożeństwa. Mimo złego stanu zdrowia, pracował ponad dziesięć godzin każdego dnia i uczęszczał na wszystkie nabożeństwa przewidywane przez regułę dla mnichów. Z takiego trybu życia musiał częściowo zrezygnować dopiero po kolejnych pogorszeniu stanu zdrowia w 1980. W 1982 zachorował na zapalenie płuc i doznał kolejnego udaru mózgu. Zmarł 16 czerwca 1982 po kolejnym udarze. Został pochowany w pobliżu cerkwi Zstąpienia Świętego Ducha na terenie ławry.